# Пираты XX века
«Пира́ты XX ве́ка» — советский цветной широкоэкранный художественный фильм, снятый режиссёром Борисом Дуровым. Сценарий к картине был написан Станиславом Говорухиным при участии самого режиссёра. В основу сценария фильма легла заметка газеты «Известия» о нападении морских бандитов на итальянское судно. Съёмки проходили с мая по середину июля 1979 года в Тарханкутском полуострове, Капчике, Тихой бухте, Ялтинском порту и Судаке. Начальная сцена была снята в Мариупольском морском торговом порту. Главные роли исполнили Николай Ерёменко, Пётр Вельяминов, Талгат Нигматулин и Рейно Арен. Картина, жанр которой определён как приключенческий боевик, повествует о борьбе советских моряков против пиратской банды, совершившей захват судна «Нежин».
Премьерный показ «Пиратов…» состоялся 8 апреля 1980 года на 13-ом Всесоюзном кинофестивале в Душанбе, где фильм получил почётный диплом жюри. Выход в широкий прокат состоялся 14 июля того же года. В течение первого года проката картину посмотрело 87,6 млн зрителей. Предполагалось, что фильм «Тайны мадам Вонг» (1986, режиссёр Степан Пучинян) станет продолжением «Пиратов…», однако актёры Николай Ерёменко и Талгат Нигматулин отказались от съёмок, посчитав сценарий слабым. После выхода фильма в прокат Николай Ерёменко был признан лучшим актёром 1980 года и стал кумиром молодёжи.

## Сюжет
В заграничном порту происходит загрузка партии опиума на борту судна «Нежин» для транспортировки в Владивосток с целью использования в медицинских препаратах. Капитан корабля Иван Ильич (Пётр Вельяминов) подписывает соглашение на транспортировку груза. Старший механик Сергей (Николай Ерёменко) замечает человека за бортом, после чего экипаж спускает шлюпку для его спасения. Спасённый Салех (Талгат Нигматулин) приходит в сознание в больнице, но не говорит по-русски. Сергей общается с ним на английском языке, и узнаёт, что он был членом экипажа судна Samuel de Carlston, осуществлявшем рейс из Сиднея в Акагаву с грузом хлопка. Салех рассказывает, что накануне в трюме судна произошёл пожар, вызванный воспламенением хлопка, что привело к панике среди экипажа. Капитан вызывает его для дальнейшей беседы и интересуется приблизительными координатами судна. В процессе разговора к капитану поступает сообщение о появлении судна Mercury на курсе.
Члены экипажа замечают пустое судно и отправляют шлюпку для оценки ситуации. В это время Салех проникает в радиорубку, убивает связиста пожарным топором и уничтожает оборудование для связи. Члены экипажа обращают внимание на пропажу связи, и Сергей отправляется в радиорубку, где обнаруживает связиста убитым. Он сталкивается с убийцей, в схватке с ним получает сильный удар и теряет сознание. В это время судно Mercury быстро приближается к «Нежину», пираты захватывают судно. Капитан пиратов (Рейно Арен) хвалит бандитов за успешно проведённую операцию. Пираты запирают выживших членов экипажа в каютах, затем переносят груз опиума на корабль Mercury и устанавливают взрывчатку в машинном отделении «Нежина». Связанный старший механик пытается освободиться. В этот момент Иван Ильич приходит в себя и обнаруживает в своей каюте капитана пиратов. Корабль «Нежин» взрывается и начинает тонуть. Сергей спасает женщин, запертых в библиотеке: буфетчицу Машу (Наталья Хорохорина) и библиотекаршу Айну (Майя Эглите).
Члены экипажа садятся в шлюпку и поджигают разлитую по поверхности воды солярку для маскировки своего отхода. Однако их количество оказывается недостаточным для эффективного движения против течения, в результате чего шлюпка сносится в направлении Юго-Востока. Утром члены экипажа направляются к острову, где замечают пиратский корабль в бухте и пиратский патруль с пулемётом на горе. Сергей и Юра (Виктор Гордеев) обнаруживают лагерь туземцев. Пират Ной (Джихангир Шахмурадов) пытается догнать островитянку, но она убегает от него. В итоге Сергей и Юра ловят пирата и сообщают об этом капитану. Иван Ильич допрашивает Ноя о местонахождении остальных членов экипажа, но тот отказывается отвечать. Внезапно нож вонзается в спину Ноя и члены экипажа замечают в воде Маа (Дилором Камбарова). Матрос Стеценко (Виктор Жиганов) прыгает за ней, но по стечению обстоятельств девушка спасает его от утопления.
Маа рассказывает морякам, что раньше на территории острова жило маленькое племя ловцов жемчуга. Этот остров подвергся нападению пиратов, в результате чего были убиты мужчины, женщины подверглись насилию, а её отец был застрелен Ноем. После нападения осталось пятнадцать пиратов. Утром они планируют начать поиски пропавших членов, поэтому перед ними стоит задача захватить пиратское судно. На следующий день пиратский вельбот приближается к судну Mercury. Капитан пиратов предлагает Ивану Ильичу и советским морякам обменять их судно на заправленный вельбот с компасом и картой и освободить заложниц, предоставив время на принятие решения до полуночи. Моряки находят и вскрывают скрытый сейф, где обнаруживают карту фарватера и пиратскую казну. Однако пиратский водолаз активирует подводные мины, препятствующие выходу из бухты.
Иван Ильич выходит на переговоры с капитаном пиратов, в ходе которых стороны достигают соглашения об обмене. Моряки забирают Машу и Айну, а также припасы. Однако вельбот начинает глохнуть из-за преднамеренно испорченного пиратами двигателя, что усложняет им дальнейший путь. Тем временем пираты успешно поднимаются на судно и приближаются к вельботу. По приказу Ивана Ильича, Сергей поднимается на скалы и перепрыгивает на борт судна Mercury, где захватывает радиорубку и приказывает Салеху передать сигнал тревоги. В радиорубку входит другой пират, и Сергей, прикрываясь Салехом в качестве щита, выходит и попадает под автоматный огонь. В результате перестрелки Салех погибает, а Сергей захватывает машинное отделение судна, что приводит к изменению курса судна на скалы. В итоге происходит взрыв, и судно Mercury начинает тонуть. В финале картины Сергей прыгает за борт и возвращается к своим товарищам, которые ремонтируют вельбот и покидают место происшествия.

## Создание

### Сценарий. Подбор актёров

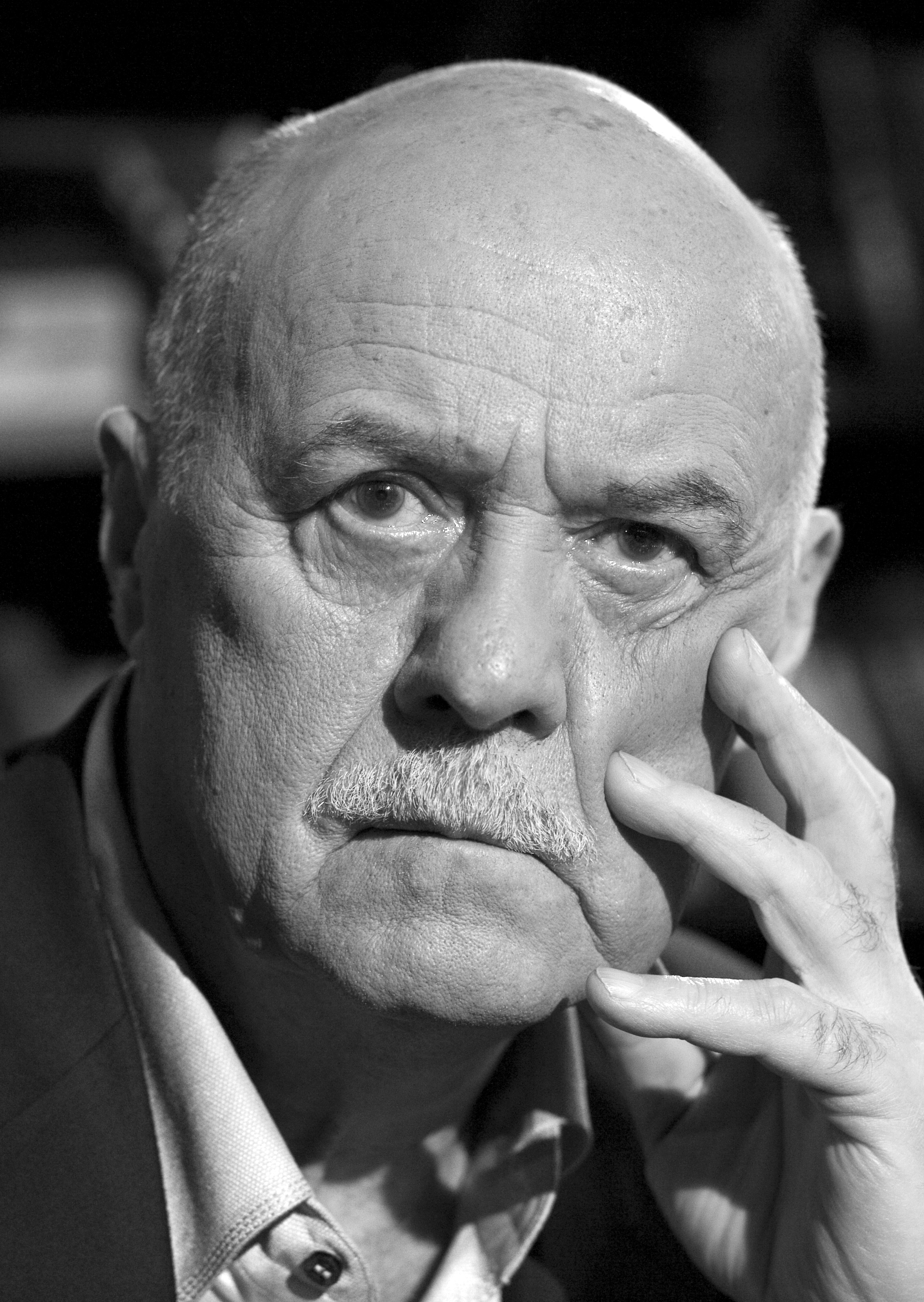
Станислав Говорухин

Идея создания фильма возникла у Станислава Говорухина и его друга Бориса Дурова на основе заметки, опубликованной в газете «Известия» в конце 1970-х годов. В этой заметке сообщалось о нападении морских бандитов на итальянское судно, перевозившее 200 тонн урановой руды. Сценарий будущей картины был представлен директору киностудии имени Горького Евгению Котову и получил одобрение. На тот момент Говорухин работал над пятисерийным телевизионным фильмом «Место встречи изменить нельзя», поэтому передал проект Дурову.
Позже Говорухин в своих мемуарах отметил, что он положительно оценивал работу Дурова, несмотря на свои первоначальные сомнения в сохранении режиссёром изначальной структуры сценария. По его словам, на создание сценария также повлияла любовь к морю, морякам и морскому братству, вызванная книгами писателей Даниэля Дефо, Роберта Стивенсона, Джека Лондона, Бориса Житкова и Константина Станюковича.

Отказавшись от морально-этического императива, он [Станислав Говорухин] создал пространство мышеловки, напоенное миазмами былых преступлений. Пространство пограничья между явью и кошмаром, порождёнными сгущением маний — вины и мести. Свою приверженность строгой жанровой формуле С. Г. доказал, сочинив сценарий «Пиратов XX века» — кассового чемпиона советского проката. Но он же в «Месте встречи…» взорвал ясную структуру милицейского детектива «неправильным» кастингом, позвав Владимира Высоцкого на роль Жеглова.— Любовь Аркус
Борис Дуров подбирал актёров исходя из жанра ленты. На главные роли были взяты Николай Ерёменко, а также его друг и бывший сокурсник по ВГИКу — Талгат Нигматулин, занимавшийся карате. Ерёменко также увлекался боевыми искусствами, что требовало от него серьёзной физической подготовки. Историки отмечают, что несмотря на популярность карате в СССР, этот вид боевых искусств считался запрещённым не только из-за травмоопасности, но и несоответствия его философии с коммунистической идеологией. Так, автор книги «Перестройка» (2022) Игорь Гатин писал, что за преподавание карате грозило уголовное наказание.

### Съёмочный процесс

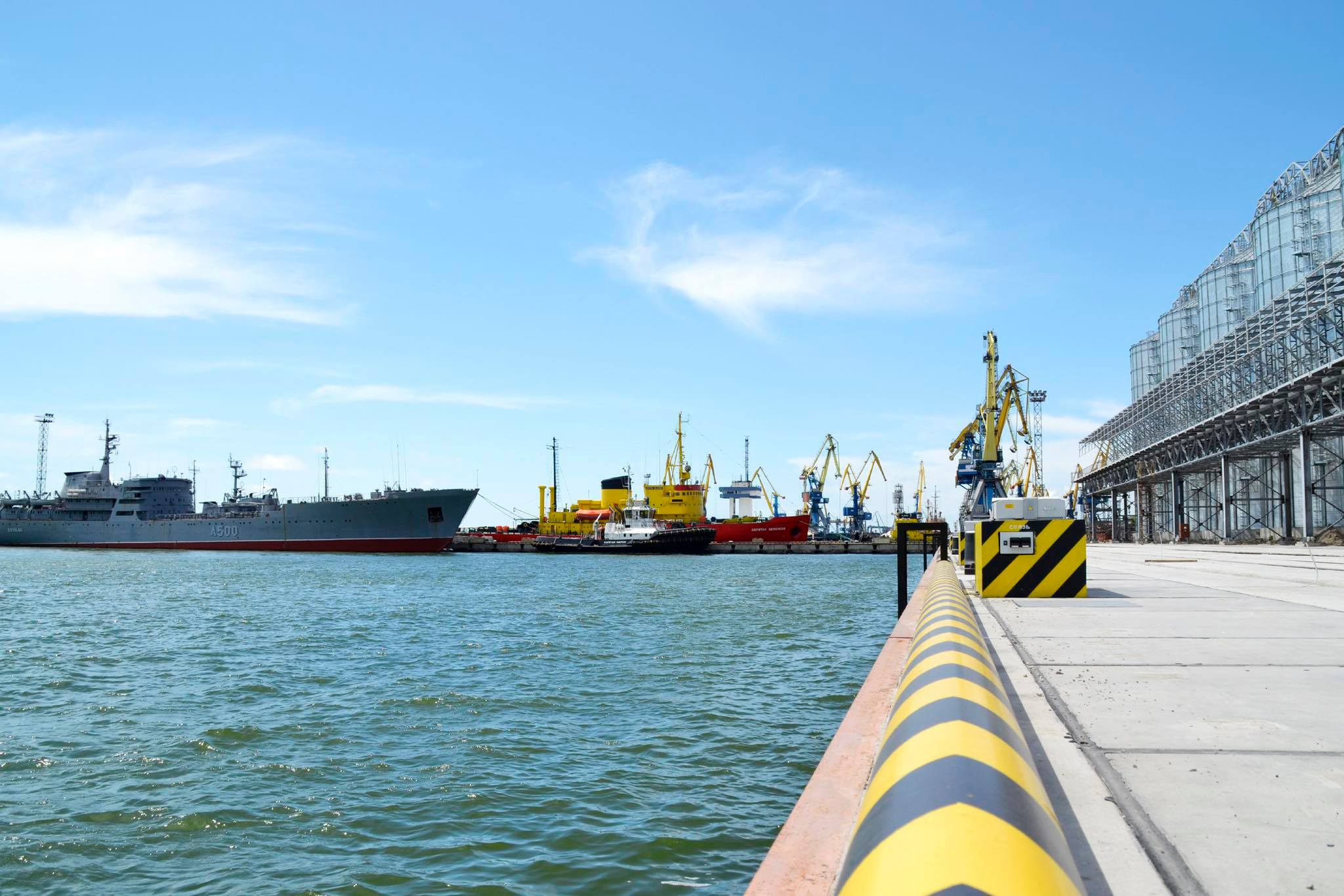
Начальная сцена фильма была снята в Мариупольском морском торговом порту

Съёмки фильма начались в мае 1979 года на пятом причале Мариупольского морского торгового порта, где была отснята начальная сцена фильма. Основная часть съёмок проходила в Крыму — в районе Тарханкутского полуострова и мыса Капчик (Сквозной грот, посёлок городского типа Новый Свет), а также на территории Ялтинского порта. Лагерь туземцев был построен на территории Тихой бухты. Съёмочный процесс завершился к середине июля 1979 года в Судаке.
Исполнитель главной роли Николай Ерёменко впервые попробовал себя в качестве каскадёра, выполняя множество трюков без помощи дублёров, что приводило к некоторым травмам при съёмках. Например, во время съёмок сцены спасения женщин, актёру приходилось часто нырять в воду, что вызывало у него кровотечения из носа после каждого нырка.
Для съёмки сцены, в которой Ерёменко прыгает со скалы на корабль, судно было подведено на 2,5 метра от скалы. Оператор-постановщик Александр Рыбин в журнале Prosystem Guide (№ 13, 2006) рассказывал, что он использовал длиннофокусный объектив для приближения стоящего на скале актёра и борта корабля. Скала, с которой прыгал Ерёменко, была с отрицательным уклоном. Актёр прыгал не на судно, а прямо в воду, из которой позднее вынырнул. По словам Рыбина, съёмка этой сцены была очень сложной в организационном плане.
Сухогруз «Фатеж», принадлежавший Азовскому морскому пароходству (Мариуполь), выступил в роли судна «Нежин». В 1985 году корабль был отремонтирован и отправлен в Черноморское пароходство (Севастополь). Теплоход «Адмирал Лунин» также предстал в виде пиратского Mercury и был продан в Грецию после завершения съёмок, где служил до 1999 года.

### Выход на экраны и продолжение
После завершения работы над фильмом он был представлен руководству ЦК ВЛКСМ и Госкино СССР в августе 1979 года. Первый показ картины был воспринят прохладно и фильм отправили на полку; руководитель Борис Пастухов назвал фильм «идеологически вредным». Через некоторое время фильм был показан Леониду Брежневу, у которого картина вызвала восторг. В итоге фильм получил разрешительное удостоверение.
8 апреля 1980 года картина была представлена в программе фильмов для детей и юношества на Всесоюзном кинофестивале в Душанбе, где получила почётный диплом жюри за своеобразное решение в приключенческом жанре. Выход фильма в широкий прокат состоялся 14 июля 1980 года, его посмотрело 87,6 млн зрителей за первый год демонстрации при тираже в 1244 копии. По данным американской газеты The Hour, в 1984 году картина побила рекорд в 111 млн зрителей. По утверждению Сергея Кудрявцева, «Пираты XX века» стали самой кассовой лентой в истории отечественного кино, несмотря на искусственно заниженный тираж копий по сравнению с лентами «Москва слезам не верит» (1910 копий) и «Экипаж» (1556 копий). Фёдор Раззаков отметил, что фильм обошёл французскую трюковую кинокомедию «Чудовище» (1977) более чем на 40 млн зрителей.
Предполагалось, что фильм Степана Пучиняна «Тайны мадам Вонг» (1986) станет продолжением «Пиратов XX века». Однако актёры Николай Ерёменко и Талгат Нигматулин отказались от съёмок, посчитав сценарий слабым. Сергей Кудрявцев считал, что перестроечный 1986 год был не сопоставим с годом «спортивно-идеологического противостояния», наблюдавшегося во время Летних Олимпийских игр:

…Говорухин, но уже в союзе с режиссёром Степаном Пучиняном зря пытался повторить успех, создав почти кальку — «Тайны мадам Вонг», но первый «перестроечный» 1986 год был всё-таки не сопоставим с годом «спортивно-идеологического противостояния» во время Олимпиады в Москве. А ведь «Пираты XX века» вышли на экран сразу после неё, в августе 1980-го и именно в кино как бы продолжилась бойцовская дуэль на арене размером в палубу корабля с грузом опиума на борту, предназначенного для фармакологической промышленности.— Сергей Кудрявцев
27 августа 2000 года в журнале «Огонёк» было опубликовано интервью с Николаем Ерёменко, в котором он рассказал, что не пожалел об отказе сняться в «Тайнах мадам Вонг», назвав картину «очень плохой». Он также рассказывал о планах сняться в «Пиратах XXI века».

## Художественные особенности

### Жанровые определения
Киновед Феликс Андреев относил картину к ряду острых контрпропагандистских произведений, знаменующих выход героев отечественного приключенческого кино на международную арену. Журналистка Валентина Иванова охарактеризовала «Пиратов XX века» как «чисто трюковую ленту». В книге теоретика кино Нонны Капельгородской «Современный приключенческий фильм» (укр. Сучасний пригодницький фільм, 1984) отмечается, что фильм представляет собой «не просто очередной „боевик“», а «рассказ о советских людях, об их лучших чертах и преданности гуманистическим идеалам».
Доктор философии, профессор Познанского медицинского университета Марцин Цыбульский в научной статье 2018 года, посвящённой советским триллерам, охарактеризовал «Пиратов XX века» как «грандиозный и очень „современный“ фильм, отвечающий всем требованиям полноценного боевика». По мнению Цыбульского, жанр картины больше близок к приключенческому боевику, чем к триллеру. Он сравнил ленту Дурова с фильмом датского режиссёра Тобиаса Линдхольма «Заложники» (2012), который, в отличие от «Пиратов…», представляет собой психологический триллер. Киновед Александр Фёдоров в книге «Тысяча и один самый кассовый советский фильм: мнения кинокритиков и зрителей» (2023) назвал «Пиратов XX века» одним из первых отечественных фильмов, снятых по проверенным западным рецептам кинобоевика.

### Образ пиратов
Как отметили киноведы Татьяна Хлоплянкина и Александр Липков, фильм переосмысливает классический образ пиратов, знакомого по зарубежным произведениям, например, по роману Роберта Льюиса Стивенсона «Остров сокровищ». Если традиционные наряжались в живописные лохмотья, охотились за сундуками с сокровищами, пили ром и распевали разбойничьи песни хриплыми голосами, то в картине Бориса Дурова они представлены как контрабандисты, охотящиеся за наркотиками и держащие похищенных жертв в заложниках. Профессор Байройтского университета Иво Ритцер считает, что «Пираты XX века» демонстрируют пиратство как «современный капитализм, выраженный в наиболее грубой форме». По его мнению, картина отражает историческую эпоху, которая во второй раз в истории советского кино пытается воплотить развлекательную продукцию с социалистическим уклоном.

### Персонажи

#### Иван Ильич и Сергей
Татьяна Хлоплянкина отметила, что герой Петра Вельяминова олицетворяет мужественного и волевого капитана, а герой Николая Ерёменко — ловкого стармеха, готового преодолеть опасности ради спасения товарищей. По её мнению, эти образы дают зрителю верить в их неуязвимость и отвагу. Людмила Пустынская в статье про Петра Вельяминова подчеркнула, что в его капитане чувствуется «благородство, внутренняя духовная сила и стойкость»; при этом, как отметил Александр Шпагин, эта роль была исполнена в стилистике неожанра.

Капитан Иван Ильич в исполнении Петра Вельяминова и старший механик Сергей (Николай Ерёменко). Ерёменко воплотил на экране образ, противопоставленный Жюльену Сорелю из «Красного и чёрного» (1976)

По утверждению Инны Ткаченко и Галины Шалаевой, Николай Ерёменко сыграл роль стармеха частично в целях кардинально «сломать» образ героя-любовника, закрепившегося за ним после выхода телефильма «Красное и чёрное» (1976, режиссёр Сергей Герасимов), в котором он исполнил роль Жюльена Сореля. Журналистка Н. Колесникова отметила проявление мастерства в плавании, акробатики, стрельбе и борьбе. По мнению Колесниковой, добавление непринуждённой лёгкости, создающей ореол особого обаяния, могло не соответствовать образу спортсмена-многоборца.
Писательница Мария Келарева в книге «Красное и чёрное Николая Ерёменко» (2002) отметила, что Ерёменко в картине изображён не как красавец, а как обычный парень, при этом не использует свои отменные качества из предыдущих фильмов. Кинокритик Всеволод Ревич сравнивал стармеха Сергея с американским военным наёмником Джоном Рэмбо.

Мы задумали фильм действия, где нужен был герой активный, сражающийся. Герой без страха и упрёка. Мужественный и смелый. Волевой и сильный. Таким мы хотели его видеть. […] Он [Николай Ерёменко] оказался интересен молодому зрителю.— Борис Дуров о главном герое картины
Авторы книги «Супермены российского кино» (2008) Ирина Агапова и Маргарита Давыдова отметили, что персонаж Николая Ерёменко заполнил «вакансию» образов отечественных киногероев, вдохновлённых иностранными актёрами, такими как Брюс Ли, Чак Норрис и Арнольд Шварцнегер. По их мнению, «если бы за него [Николая] рискованные и опасные трюки выполнял кто-то другой, то не было бы смысла ему браться за роль механика».

#### Салех

Салех в исполнении Талгата Нигматулина

Образ Салеха, созданный Талгатом Нигматулиным, был вдохновлён персонажами гонконгского актёра и мастера боевых искусств Брюса Ли, в частности, героем картины «Выход дракона» (1973, режиссёр Роберт Клауз), — это хитрый и циничный преступник-контрабандист, садист и правая рука капитана пиратов, известный по кличкам «Ли Гуан» и «Нгуен Чон» и разыскиваемый Интерполом. Преступник совершил побег из Сайгонской тюрьмы, задушив тюремного надзирателя.
В начале фильма Салех вызывает доверие у советских моряков, рассказав правдоподобную историю о пожаре на судне Samuel de Carlston, вызвавшем панику среди экипажа. По утверждению публициста Бориса Пинского, этот образ демонстрирует широкий исполнительский диапазон Нигматулина. После выхода «Пиратов XX века» актёру часто предлагали роли отрицательных персонажей.

Жестокий, жуткий человек. Страшно быть похожим на такого. Но и здесь стараюсь вообразить себя на его месте. И в то же время радуюсь, на сколько я от всего этого защищён. Салех отвратителен мне. Так появляется актёрская позиция.— Талгат Нигматулин о своём персонаже
Писатель Фёдор Раззаков в книге «Расстрелянные звёзды. Их погасили на пике славы» (2012) отметил, что большинство советских подростков, мечтавших стать каратистами, подражали Талгату Нигматулину. Он предположил, что это связано с соответствием восточной внешности артиста образу каратиста.

## Отзывы и рецензии
Об этом мы мечтали втайне,
И вот он, ветер перемен:
На приключенческом экране —
Обыкновенный… супермен.
Кинообозревательница газеты «Вечерняя Москва» (12 августа 1980) Н. Колесникова охарактеризовала сюжет фильме как канву, которую режиссёр расцвечивает в меру собственного мастерства и фантазии. По мнению Колесниковой, «Пиратам XX века» недостаёт лёгкости и пары оттенков юмора, способных сделать происходящие ситуации в картине естественными и внести определённую долю условности. Она также отметила, что женские персонажи ленты вышли менее выразительными по сравнению с мужскими.
Рецензент Феликс Андреев («Советский экран»; № 16, 1980) отмечал попытки авторов создания коллективного портрета соотечественников, проявляющих стойкость и высокие моральные качества. Он считал, что актёрские работы Талгата Нигматулина и Рейно Арена, не отличаются широтой и многообразием, присущими Николаю Ерёменко. Причину этому Андреев видел в неоднозначности драматургического сценария, отданного в распоряжение артистов и недостаточной разработке характеров отрицательных персонажей, нарисованных «одной краской».
Журналист Александр Липков в статье «Не только приключения…» («Литературная газета» от 8 октября 1980 года) положительно отмечал более убедительные первые кадры ленты, а также напоминание о том, что пиратство до сих пор существует в современном мире. При этом, Липков раскритиковал излишнюю простоту разрешения конфликта, доверчивость и недальновидность капитана Ивана Ильича, а также большой акцент авторов ленты на «самой доподлиннейшей, чуть ли не документальной» правде, что по его мнению делает происходящее на экране неправдоподобным.
Среди публикаций о фильме выделилась большая аналитическая статья критика Владимира Ишимова «После успеха», опубликованная в журнале «Искусство кино» (№ 7, 1981). В ней критик написал, что с точки зрения приключенческого кино, «Пираты XX века» вышли лентой с профессионально выстроенным лихим сюжетом, насыщенным острыми ситуациями и фабульными завихрениями:

В ней полно изобретательно поставленных стычек с большим набором приёмов дзюдо, самбо, каратэ. То и дело гремят автоматные очереди, короткие и длинные, нож с маху впивается в чью-то спину, стальная «кошка» бросающихся на абордаж пиратов пригвождает честного моряка к фальшборту, плеть полосует привязанную женщину, падают мертвецы — один за другим, капает, льётся, хлещет кровь. […] А когда садист Салех, правая рука «мастера» пиратов, отдавал красавицу библиотекаршу Айну совсем уж звероподобному маньяку Хаади со словами «Ты ведь была пай-девочкой? Сейчас мы это проверим», — зал замирал: неужто покажут?!— Владимир Ишимов
Одновременно с этим, он критиковал фильм за стародавнее сюжетное строение картины и отметил, что всё показанное в фильме является результатом не «свободной творческой выдумки», а внимательного изучения расхожих образцов. В завершении своей статьи Ишимов выразил мнение, что даже если самый положительный герой идёт на убийство, это насилие «не должно диктоваться», а восхищение самим актом убийства является «недальновидным».
По воспоминаниям Станислава Говорухина, ругательные рецензии на фильм создавали впечатление, что он вместе с Борисом Дуровым осуществил «поход против нравственности». Сценарист также отметил, что в итоге у кинематографистов пропало желание создавать фильмы, аналогичные «Пиратам…». Режиссёр картины Борис Дуров в журнале «Советский экран» (№ 20, 1983) был несогласен с обвинениями в адрес картины в намеренной жестокости. Он подчеркнул, что многие молодые люди, находясь в менее отчаянных обстоятельствах, ведут себя недостойно и забывают о своих обязанностях как представителей сильного пола, призванных оберегать, заботиться и защищать.
Теоретик кино Нонна Капельгородская в книге «Современный приключенческий фильм» (укр. Сучасний пригодницький фільм, 1984) оценивала фильм как в целом неплохой, отметив демонстрацию авторами ленты мастерства Сергея в сфере карате, а также морального превосходство героя над противниками. По её мнению, стоп-кадры, ассоциативный монтаж и подчёркнутый динамизм событий «одинаково бессильны, если они не дают новых толчков социальному и нравственному самосовершенствованию зрителей».
Киновед Сергей Кудрявцев в книге «Своё кино. Обзор отечественных фильмов» (1998) подчеркнул, что фильм вызвал ажиотаж в ситуации «жанрового голода» и частичного запрета на занятия карате. Он видел причину успеха «Пиратов…» в скрещении давнего сюжета о морских разбойниках с актуальным и возможным сценарием захвата торгового судна современными террористами. По мнению Кудрявцева, такое сочетание делает «приключения вдали от Родины» особо интересными для любителей боевиков и вызывает патриотические чувства у зрителей. Востоковед Андрей Ланьков называл сюжетную линию ленты неправдоподобной, а актёрскую игру — примитивной, при этом отметив изобилие боевых сцен и присутствие полуобнажёнки.

### Признание
Немецкий культуролог Пауль Г. Рюль в журнале Osteuropa (№ 4, 1986) написал, что «Пираты XX века» стали единственным примером «некритического использования коммерческих шаблонов зарубежного кино». По утверждению составителей «Новейшей истории отечественного кино» Любови Аркус и Александра Голутвы фильм был положительно воспринят молодёжью. Исполнитель главной роли Николай Ерёменко был признан лучшим актёром года по результатам конкурса «СЭ—80», проведённого журналом «Советский экран» в 1981 году, а также стал секс-символом и кумиром советской молодёжи и подростков. Режиссёр Фёдор Бондарчук в интервью Елене Кутловской («Искусство кино»; № 5, 2003) сказал, что любил смотреть «Пиратов XX века» в детстве.

## Съёмочная группа[комм. 2]
| Роль                            | Имя                                           |
| ------------------------------- | --------------------------------------------- |
| Автор сценария                  | Станислав Говорухин при участии Бориса Дурова |
| Режиссёр-постановщик            | Борис Дуров                                   |
| Главный оператор                | Александр Рыбин                               |
| Главный художник                | Борис Комяков                                 |
| Композитор                      | Евгений Геворгян                              |
| Звукооператор                   | Владимир Каплан                               |
| Дирижёр                         | Мартин Нерcесян                               |
| Режиссёр                        | Владимир Златоустовский                       |
| Операторы                       | Алексей Сикорский, Виктор Ульянкин            |
| Монтаж                          | Римма Цегельницкая                            |
| Грим                            | Е. Филипенко                                  |
| Костюмы                         | Е. Медведева                                  |
| Оператор комбинированных съёмок | Леонид Акимов                                 |
| Художник комбинированных съёмок | Юрий Миловский                                |
| Консультанты                    | Л. Шунин, А. Казанков                         |
| Редактор                        | Виктор Шерстюков                              |
| Руководитель подводных работ    | Владимир Карпичев                             |
| Оператор подводных съёмок       | Александр Рыбин                               |
| Директоры картины               | Лев Грубман, Игорь Зуев                       |

## Актёры и роли

### В главных ролях[комм. 2]
| Актёр             | Роль            |
| ----------------- | --------------- |
| Николай Ерёменко  | старший механик |
| Пётр Вельяминов   | капитан         |
| Талгат Нигматулин | Салех           |
| Рейно Арен        | капитан пиратов |

### В ролях[комм. 2]
| Актёр              | Роль            |
| ------------------ | --------------- |
| Дилором Камбарова  | Маа             |
| Наталья Хорохорина | Маша            |
| Майя Эглите        | Айна            |
| Тадеуш Касьянов    | боцман          |
| Павел Ремезов      | доктор          |
| Виктор Жиганов     | матрос Стеценко |
| Виктор Гордеев     | Юра Микоша      |
| Георгий Мартиросян | Клюев           |
| Леонид Трутнев     | радист          |

### Пираты[комм. 2]
| Нартай Бегалин       | Лактемир Дзитиев    |
| Владимир Епископосян | Игорь Класс         |
| Бимболат Кумалагов   | Геннадий Четвериков |

### В эпизодах[комм. 2]
| Ирада Алиева       | Фархад Аминов  | Лола Бадалова        |
| Александр Беспалый | Валерий Грец   | Николай Дёмин        |
| Владимир Жариков   | Игорь Кашинцев | Владимир Карпичев    |
| Юрий Комаров       | Сергей Кучков  | Владимир Никитин     |
| Мукамбар Рахимова  | Л. Тойчиева    | Шоира Турсунбаева    |
| Олег Федулов       | Яхьё Файзулаев | Джихангир Шахмурадов |

### Комментарии
1. ↑  В фильме бандиты называют его «мастером»[4].
2. 1 2 3 4 5  Распределение ролей на главные, вторые, пиратов и эпизоды, порядок следования ролей в списке и состав съёмочной группы приводится по титрам фильма и киноведческим источникам[67].
3. ↑  В титрах — «Н. Харахорина»[68].